# عبد الباسط هوساوي
عبد الباسط سليمان عبد الله هوساوي مواليد 12 ديسمبر 2000 في السعودية، هو لاعب كرة قدم سعودي من أصول نيجيرية من مواليد السعودية يلعب في نادي ضمك.

## مسيرة اللاعب
لعب سابقاً لنادي الرائد و المنتخب السعودي الاولمبي.